# Vnitrobuněčný parazit
Vnitrobuněčný parazit je parazitický mikroorganismus neboli mikroparazit, který dokáže žít a rozmnožovat se uvnitř hostitelových buněk, v jejich cytoplazmě.

Odborně se těmto parazitům říká intracelulární (z latinského intra = uvnitř a cellula = buňka).

## Fakultativní parazité
Fakultativní neboli podmínění, příležitostní vnitrobuněční parazité dokáží žít a rozmnožovat se jak uvnitř buněk, tak vně.
Bakteriální příklady zahrnují:
- Francisella tularensis
- Listeria monocytogenes
- Salmonella[1]
- Brucella
- Legionella
- Mycobacterium
- Nocardia
- Rhodococcus equi
- Yersinia
- Neisseria meningitidis[2]

Houbové příklady:
- Histoplasma capsulatum[3]
- Cryptococcus neoformans

## Obligátní parazité
Obligátní neboli typičtí, praví vnitrobuněční parazité se nedokáží rozmnožovat vně hostitelských buněk, což znamená, že jejich reprodukce je plně závislá na vnitrobuněčných zdrojích. K obligátním vnitrobuněčným parazitům člověka patří:
- viry;
- určité bakterie včetně:
  - Chlamydia a blízce příbuzné druhy;[4]
  - Rickettsia;
  - Coxiella;
  - některé druhy mykobakterií jako Mycobacterium leprae;
- některá protozoa včetně:
  - výtrusovců (Plasmodium spp., Toxoplasma gondii a Cryptosporidium parvum[5]);
  - trypanozom (Leishmania spp. a Trypanosoma cruzi);
- některé houby
  - Pneumocystis jirovecii.[6]

Mitochondrie v eukaryotických buňkách jsou podle genetických analýz bakterie z řádu Rickettsiales, které se však v průběhu evoluce zjednodušily a ztratily většinu své genetické informace. Tento proce popisuje endosymbiotická teorie.
Studium obligátních patogenů je obtížné, jelikož je obvykle nelze rozmnožovat mimo jejich hostitele. V roce 2009 však byl objeven postup umožňující pěstovat patogen Coxiella burnetii, který způsobuje horečku Q, v axenické kultuře (kultura patogena bez kontaminujících mikroorganismů, čistá kultura). To naznačuje, že tento postup může být v budoucnu užitečný při studiu ostatních patogenů.